# Васкуларна деменција
Васкуларна деменција је постепени и трајни губитак функције мозга, или когнитивно погоршање изазвано оштећењем крвних судова у мозгу, након једног или више можданих удара (инфаркта мозга)  који су се појављивали у одређеном времену, код пацијената са одређеним болестима. Она утиче на памћење, размишљање, језик, расуђивање и понашање.
Клиничка слика је разноврсна, а у неуролошком налазу се могу наћи пирамидални и екстрапирамидални знаци, псеудобулбарна парализа, поремећаји ходања и инконтиненција мокраће. 
Како је лечење насталог оштећења код васкуларне деменције јако ограничено, њене последице које настају постепено, и најчешће напредује током година, могу се правовременом и тачном дијагнозом спречити. Зато је важно рано откривање, тачна дијагноза и правовремена превенција болести. Лечење је слично оном код Алцхајмерове деменције.

## Синоними
Мултиинфарктна деменција — Постинфарктна деменција — Кортикална васкуларна деменција — Хронични васкуларни мождани синдром — Васкуларно когнитивно оштећење — Бинсвангерова болест.

## Историја
Васкуларна деменција није једна болест; већ то је то синдром која се односи на различите васкуларне механизме. Први пут су 1899. године артериосклероза и сенилна деменција описане су као различити синдроми., да би 1969. године, Мајер-Грос и сарадници описали овај синдром и указали на то да је хипертензија узрок болести у око 50% пацијената. Да би нешто касније истраживањима утврђено да пацијенти који су имали мождани удар имају и повећани ризик за васкуларну деменцију. 
Године 1974. Хачински и сарадници су сковали термин мултинфарктна деменција. Године 1985, Либ је увео шири појам назваши болест — васкуларна деменција. 
Недавно су Бовлер и Хачински увели нови термин за овај синдром, васкуларно когнитивно оштећење.

## Епидемиологија
Васкуларна деменција је други најчешћи узрок деменције након Алцхајмерове болести код људи старијих од 65 година.
Морбидитет/Морталитет
На глобалном нову преваленција болести је:
- 1,5% у западним земљама Еворпе у којима је регистровано нпр. 8.000 старијих људи у Данској који пате од васкуларне деменције, а око 15.000 особа пати од васкуларне деменција и Алцхајмерова болести.[7][8]
- 2,2% у Јапану, у коме на овај облик деменција отпада 50% свих деменција
- 2,43% у САД. Једна студија је открила да у САД специфично, преваленција васкуларне деменције код свих појединаца старијих од 71 године износи 2,43%, а друга студија је показала да се преваленција деменције дуплира за сваких 5,1 година старости.

Инциденција деменције је девет пута већа код болесника који су имали мождани удар него у контролној групи. Око 25% пацијената који су имали мождани удар развије новонасталу деменцију у првој години након можданог удара. Релативни ризик од инцидентне деменције је 5,5% у року од четири године од можданог удара.
Петогодишње преживљавање оболелих од васкуларне деменције је 39%, у односу на 75% здравих особа истог животног доба. Врхунац учесталости је између четврте и седме деценије живота, а 80% пацијената дуже време боловало је од хипертензије.

## Етиологија
Васкуларну деменцију узрокује низ малих можданих удара (инфаркта), или блокада дотока крви у било који део мозга, у коме је више од једне области у мозгу оштећено због недостатка крви. 
Ако се проток крви заустави дуже од неколико секунди, мозак не може добити кисеоник, што може резултовати трајним оштећењем можданих ћелија.
Када инфарк погађаја малу површину, можда неће бити симптома и носи назив тихи мождани удар. Временом, пошто је више подручја мозга трајно оштећено, појављују се симптоми деменције.
Како сви мождани удари нису тихи, они утичу на снагу, сензацију или неку другу функцију мозга и нервног система (неуролошки систем) и такође могу довести до деменције.

## Фактори ризика
Фактори ризика за настанак васкуларне деменције у начелу су истоветни са онима код можданог удара, у које спадају:
- Шећерна болест
- Стврдњавање артерија (атеросклероза),
- Болести срца
- Висок крвни притисак (хипертензија)
- Пушење дувана
- Инфаркт.[10]

Међутим треба имати у виду да је појава васкуларне деменције условљена не једним већ већим бројем фактора, односно дугогодишњим и истовременим деловањем више васкуларних фактора ризика.

## Патогенеза
У патогенези васкуларне деменције и когнитивног пада наводе се три основна патофизиолошка механизма:
1. Стеноза већег броја можданих артериола
Ова стеноза има за последицу хипоперфузију доминантно фронто-темпоропаријеталних региона беле мождане масе. 
2. Оклузија лумена малих крвних судова,
Ова врста оклузије. која је најчешће је локализована у пределу чеоних режњева, ређе путамена, таламуса и понса, доводи до лакунарних инфаркта мозга. 
3. Стратешки локализовани мождани удар
Овај облик можданог удара претежно је леколазован у хипокампусу, медијалном делу таламуса, десном паријеталном режњу и једру каудатуса.  
Међутим и поред напред посебно описана три основна патофизиолошка механизма, код васкуларне деменције се ради о јединству дејства сва три наведана механизама, на шта указују чињенице из до сада спроведена истраживања о факторима ризика.

### Класификације васкуларне деменције
Према патогенетским механизмима настанка васкуларне деменције наводе се следеће две класификације васкуларне деменције — према Коноу и сарадницима из 1997. године и новија, према Волину и сарадницима из 2003. године:
| Класификација васкуларне деменције према Коноу и сарадницима, 1997. | Класификација васкуларне деменције према Волину и сарадницима, 2003.                                               |
| --- | --- |
| - Мултиинфарктна деменција - Деменција услед стратешки постављених појединачних инфаркта - Деменција услед мултилакунарног удара - Бинсвангерова супкортикална артериосклеротска енцефалопатија - Комбинација прва три подтипа - Хеморагијска деменција - Супкортикалне деменције - Комбинована Алцхајмерова болест | - Деменција после можданог удара - Супкортикална васкуларна деменција - Алцхајмерова болест + васкуларна деменција |

## Клиничка слика
Симптоми и занци клиничке слике васкуларне деменције могу да почну изненада после можданог удара или постепено ако је пацијент има више инфаркта или крварења у дужем временакаком периоду, или ако са хронична болест крвних судова мозга погоршава. Симптоми варирају, и у зависности од локације и величине оштећења мозга, јављају се у фазама које могу да утиче на само једну или неколико специфичних когнитивних функција.
Пацијент са васкуларном деменцијом може бити са:
- израженом заборавношћу,
- отежаном концентрацијом и пажњом,
- проблемима проналажење правих речи,
- проблемима у оријентацији у простору.

Други типични знаци, који јако могу да варирају су: слабост или парализа једне стране тела, промене у вези са осећањима (туга, депресија).

## Дијагноза
Васкуларна деменција се дијагностикује када постоји доказ о болести крвних судова у мозгу и поремећај когнитивне функције која омета свакодневни живот, на основу добро узета анамнезе и клинички неуролошких и сликовних прегледа који представљају основу тачне дијагнозе.
Постојеће промене у мозгу и крвним судовима мозга и врата, који указују на васкуларну деменцију могу бити добро приказане на компјутеризованој томографији, магнетној резомнанци мозга, као и колор доплеру крвних судова врата и базе мозга.

## Диференцијална дијагноза
Васкуларна деменција може да буде слична Алцхајмеровој болести и често се у клиничкој пракси среће мешавина Алцхајмерове болести и васкуларне деменције.

## Терапија
Како за сада не постоји специфична терапија за лечење васкуларне деменције, а болест се у већини случајева јавља заједно са Алцхајмеровом деменцијом, доказано је да употреба лекова који се користе у лечењу ове деменције такође може помоћи и код лечења васкуларне деменције. 
Међу најчешће коришћене лекове спадају: инхибитори холинестеразе (донепезил, галантамин и ривастигмин).

## Прогноза
Наконм спроведених студија установљено је просечно трајање живота болесника с деменцијом које су показале да је једногодишња смртност била три до четири пута већа код пацијената након првог упућивања на дневну клинику за деменцију у поређењу са општом популацијом. Ако је пацијент болнички лечен због деменције, смртност је била чак и већа него код пацијената хоспитализованих због кардиоваскуларних болести. Утврђено је да васкуларна деменција има неупоредиво лошију стопу преживљавања у поређшењу с Алцхајмеровом болешћу, међутим једна велика шведска студија из 2014 показала је да је прогноза лошија за мушке и старије пацијенте.
За разлику од Алцхајмерове болести, која слаби имуни систем болесника, узрокујући да они подлегну бактеријским инфекцијама попут упале плућа, васкуларна деменција може бити директан узрок смрти због могућности фаталног прекида у можданој циркулацији.
Васкуларна деменција се не може излечити, али има много начина како се може избећи погоршање болести, попут;
- редовог узимања лекова за регулацију крвног притиска,
- повременог узимања лекова за разређивање крви,
- снижавања ниво холестерола,
- регулисања шећерне болести...

## Превенција
Оно што је најбитније у примарној и секундарној превенцији васкуларне деменције је третман постојећих фактора ризика:
- Контрола високог крвног притиска.
- Контролаи редукција прекомерне телесне тежине.
- Престанак употребе дуванских производа.
- Смањење уносисхраном засићених масти и соли.
- Лечење повезаних поремећаја.